# گوریچانه
گوریچانه (به بلغاری: Gorichane) یک منطقهٔ مسکونی در بلغارستان است که در شهرستان شابلا واقع شده‌است.